# Giro d'Itàlia de 1937
El Giro d'Itàlia de 1937 fou la vint-i-cinquena edició del Giro d'Itàlia i es disputà entre el 8 i el 30 de maig de 1937, amb un recorregut de 3.840 km distribuïts en 19 etapes, quatre d'elles dividides en dos sectors, una contrarellotge per equips i una cronoescalada. 93 ciclistes hi van prendre part, acabant-la 41 d'ells. La sortida i arribada es feu a Milà.

## Història
Aquesta és la primera edició en què es disputa una contrarellotge per equips en la història del Giro.
Gino Bartali, vencedor de quatre etapes i de la classificació de la muntanya, s'imposà en la classificació general per segon any consecutiu. Giovanni Valetti i Enrico Mollo l'acompanyaren al podi.

## Classificacions finals

### Classificació general
| Classificació General                 | Classificació General   | Classificació General | Classificació General |
| Pos.                                  | Ciclista                | Equip                 | Temps                 |
| ------------------------------------- | ----------------------- | --------------------- | --------------------- |
| 1                                     | Gino Bartali (ITA)      | Legnano               | 122h 25' 40           |
| 2                                     | Giovanni Valetti (ITA)  | Fréjus                | + 8' 18               |
| 3                                     | Enrico Mollo (ITA)      | Fréjus                | + 17' 38              |
| 4                                     | Severino Canavesi (ITA) | Ganna                 | + 21' 38              |
| 5                                     | Cesare del Cancia (ITA) | Ganna                 | + 23' 18              |
| 6                                     | Walter Generati (ITA)   | Fréjus                | + 27' 28              |
| 7                                     | Eduardo Molinar (ITA)   | Individual            | + 30' 31              |
| 8                                     | Bernardo Rogora (ITA)   | Individual            | + 32' 07              |
| 9                                     | Ambrogio Morelli (ITA)  | Italiani all'Estero   | + 48' 22              |
| 10                                    | Adriano Vignoli (ITA)   | Individual            | + 55' 19              |
| 93 participants, 41 acabaren la cursa |                         |                       |                       |

### Classificació de la muntanya
|   | Ciclista           | Equip    | Punts |
| - | ------------------ | -------- | ----- |
| 1 | Gino Bartali (ITA) | Legnano  | --    |
| 2 | Enrico Mollo (ITA) | Fréjus   | --    |
| 3 | Luigi Barral (ITA) | Bertoldo | --    |

## Etapes
| Etapa   | Data       | Recorregut                             | Km  | Vencedor d'etapa        | Líder de la general     |
| ------- | ---------- | -------------------------------------- | --- | ----------------------- | ----------------------- |
| 1a      | 8 de maig  | Milà – Torí                            | 165 | Nello Troggi (ITA)      | Nello Troggi (ITA)      |
| 2a      |            | Torí - Acqui Terme                     | 148 | Quirico Bernacchi (ITA) | Quirico Bernacchi (ITA) |
| 3a      |            | Acqui Terme - Gènova                   | 158 | Giovanni Valetti (ITA)  | Giovanni Valetti (ITA)  |
| 4a      |            | Gènova - Viareggio (CRE)               | 186 | Olimpio Bizzi (ITA)     | Giovanni Valetti (ITA)  |
| 5a (a)  |            | Viareggio - Marina di Massa            | 60  | Legnano (ITA)           | Gino Bartali (ITA)      |
| 5a (b)  |            | Marina di Massa - Livorno              | 114 | Olimpio Bizzi (ITA)     | Giovanni Valetti (ITA)  |
| 6a      |            | Livorno - Arezzo                       | 190 | Giuseppe Olmo (ITA)     | Giovanni Valetti (ITA)  |
| 7a      |            | Arezzo - Rieti                         | 206 | Marco Cimatti (ITA)     | Giovanni Valetti (ITA)  |
| 8a (a)  |            | Rieti - Terminillo (CRI)               | 20  | Gino Bartali (ITA)      | Gino Bartali (ITA)      |
| 8a (b)  |            | Rieti - Roma                           | 152 | Raffaele di Paco (ITA)  | Gino Bartali (ITA)      |
| 9a      |            | Roma - Nàpols                          | 250 | Learco Guerra (ITA)     | Gino Bartali (ITA)      |
| 10a     |            | Nàpols - Foggia                        | 166 | Gino Bartali (ITA)      | Gino Bartali (ITA)      |
| 11a (a) |            | Foggia - San Severo                    | 186 | Walter Generati (ITA)   | Gino Bartali (ITA)      |
| 11a (b) |            | San Severo - Campobasso                | 105 | Cesare del Cancia (ITA) | Gino Bartali (ITA)      |
| 12a     |            | Campobasso - Pescara                   | 258 | Marco Cimatti (ITA)     | Gino Bartali (ITA)      |
| 13a     |            | Pescara - Ancona                       | 194 | Aldo Bini (ITA)         | Gino Bartali (ITA)      |
| 14a     |            | Ancona - Forlì                         | 178 | Aldo Bini (ITA)         | Gino Bartali (ITA)      |
| 15a (a) |            | Forlì - Vittorio Veneto                | 266 | Glauco Servadei (ITA)   | Gino Bartali (ITA)      |
| 16a (b) |            | Vittorio Veneto - Merano               | 227 | Gino Bartali (ITA)      | Gino Bartali (ITA)      |
| 17a     |            | Merano - Gardone Riviera               | 190 | Gino Bartali (ITA)      | Gino Bartali (ITA)      |
| 18a     |            | Gardone Riviera - San Pellegrino Terme | 129 | Glauco Servadei (ITA)   | Gino Bartali (ITA)      |
| 19a (a) | 30 de maig | San Pellegrino Terme - Como            | 151 | Marco Cimatti (ITA)     | Gino Bartali (ITA)      |
| 19a (b) | 30 de maig | Como - Milà                            | 141 | Aldo Bini (ITA)         | Gino Bartali (ITA)      |